# Торольд (шериф Линкольншира)
Торольд из Линкольна (англ. Thorold of Lincoln; умер до 1079) — английский землевладелец, шериф Линкольншира. Вероятно, является одним лицом с Торольдом из Бакнолла (англ. Thorold of Bucknall). Хартия Кроулендского аббатства указывает, что он был братом Годгифу (Годивы) (умерла около 1067), жены эрла Мерсии Леофрика, однако современные исследователи считают хартию фальшивой, а сведения о родстве Торольда с Годгифу не более чем предположением.

## Происхождение
Хартия Кроулендского аббатства в Линкольншире, которая в настоящее время считается фальшивой, указывает, что Торольд был братом Годгифу (Годивы) (умерла около 1067), жены эрла Мерсии Леофрика, указывая, что тот основал в своём поместье Сполдинг ячейку аббатства. Эти сведения противоречат сообщению хроники Псевдо-Ингульфа, который указывает, что Торольд основал подразделение аббатства в Бакнолле, а не Сполдинге. При этом в 1086 году Кроуледское аббатство владело землями в Бакнолле. Энн Уильям указывает, что сведения хартии, возможно, основаны на том факте, что до 1066 года Сполдинг принадлежал графу Эльфгару, сыну Годгифу, а позже он перешёл [Иво Тайбуа], первому мужу Люси. Родство же Годгифу и Торольда из Бакнола, по мнению исследовательницы, не более чем предположение.
В «Книге Страшного суда» упоминается племянник Торольда — Альфред, вероятный сын Альфреда из Линкольна. Кэтрин Китс-Роэн считает его сыном жены Торольда.

## Биография
Биографических сведений о Торольде сохранилось мало. Он был землевладельцем в Линкольншире. Книга Страшного суда упоминает, что Торольд был благодетелем Кроулендского аббатства, которому подарил участок земли в Бакнолле. Кроме того, он пожертвовал земли аббатству Святого Николая в Анжере.
Согласно «Книге Страшного суда», Торольд был шерифом Линкольншира. Он умер не позже 1079 года. Его владения унаследовала дочь, Люси из Болингброка, и её первый муж, Иво Тайбуа, сменивший Торольда на посту шерифа.

## Брак и дети
Имя жены Торольда неизвестно; вероятно, она была дочерью Уильяма (Гильома) Мале, сеньора де Гранвиль-Сент-Онорин. Дети:
- Люси из Болингброка (умерла около 1138); 1-й муж: Иво Тайбуа (умер в 1094), шериф Линкольншира[1][7]; 2-й муж: с около 1094 Роджер Фиц-Джеральд (умер около 1097)[1][8]; 3-й муж: с около 1098 Ранульф ле Мешен (умер 17 или 27 января 1127), виконт де Бессен (Байё) с около 1089 года, феодальный барон Болингброк и Эплби в 1098—1121 годах, барон Камберленд в 1106—1121 годах, виконт д’Авранш с 1120 года, 1/3-й граф Честер с 1121 года[9].